# Чемпіонат світу з футболу 2014 (кваліфікаційний раунд, КОНКАКАФ)
Відбірковий турнір чемпіонату світу з футболу 2014 у зоні КОНКАКАФ відбувся в період з 2011 до 2013 рік і визначив учасників ЧС-2014 в Бразилії від КОНКАКАФ.
У фінальний турнір вийшли три команди: Сполучені Штати, Коста-Рика та Гондурас; Мексика успішно зіграла міжконтинентальний стиковий матч проти команди Нової Зеландії і, таким чином, теж забезпечила собі місце на мундіалі.
Схему відбіркового турніру, запропонована КОНКАКАФ, було затвердженню Виконкомом ФІФА в кінці травня 2011 року.

## Учасники
У турнірі взяли участь 35 збірних країн-членів КОНКАКАФ (за винятком членів КОНКАКАФ, що не входять до ФІФА). При складанні турнірної схеми використовувався рейтинг ФІФА на березень 2011 року.
| Проходять в 3-й раунд                                         | Проходять у 2-й раунд | Беруть участь у 1-му раунді |
| ------------------------------------------------------------- | --- | --- |
| 1. США 2. Мексика 3. Гондурас 4. Ямайка 5. Коста-Рика 6. Куба | 1. Панама 2. Канада 3. Сальвадор 4. Гренада 5. Тринідад і Тобаго 6. Гаїті 7. Антигуа і Барбуда 8. Гаяна 9. Суринам 10. Сент-Кіттс і Невіс 11. Гватемала 12. Домініка 13. Пуерто-Рико 14. Барбадос 15. Кюрасао 16. Сент-Вінсент і Гренадини 17. Кайманові Острови 18. Нікарагуа 19. Бермудські Острови | 1. Беліз 2. Домініканська Республіка 3. Британські Віргінські Острови 4. Сент-Люсія 5. Острови Теркс і Кайкос 6. Багамські Острови 7. Аруба 8. Американські Віргінські Острови 9. Ангілья 10. Монтсеррат |

## Перший раунд
10 найгірших за рейтингом команд розбиваються на пари (35-а команда проти 26-ї, 34-а проти 27-ї і т. д.) і проводять по матчу на полі кожного із суперників. Переможці виходять у другий раунд.
| Команда 1                       | Заг.    | Команда 2                     | 1-й матч | 2-й матч       |
| ------------------------------- | ------- | ----------------------------- | -------- | -------------- |
| Монтсеррат                      | 3-8     | Беліз                         | 2-5      | 1-3            |
| Ангілья                         | 0-6     | Домініканська Республіка      | 0-2      | 0-4            |
| Американські Віргінські Острови | 4-1     | Британські Віргінські Острови | 2-0      | 2-1            |
| Аруба                           | 6-6 (п) | Сент-Люсія                    | 4-2      | 2-4 (пен. 4-5) |
| Багамські Острови               | 10-0    | Острови Теркс і Кайкос        | 4-0      | 6-0            |

## Другий раунд
5 переможців першого раунду і 19 команд, що займають у рейтингу місця з 7 по 25, розбиваються на 6 груп по 4 команди. Переможці груп виходять у третій раунд. Матчі пройдуть з вересня по листопад 2011 року. Жеребкування відбулося в Ріо-де-Жанейро 30 липня. Склад кошиків для жеребкування:
| Кошик A                                                             | Кошик B                                                                           | Кошик C                                                                                       | Кошик D |
| ------------------------------------------------------------------- | --------------------------------------------------------------------------------- | --------------------------------------------------------------------------------------------- | --- |
| Панама · Канада · Сальвадор · Гренада · Тринідад і Тобаго · Гаїті · | Антигуа і Барбуда · Гаяна · Суринам · Сент-Кіттс і Невіс · Гватемала · Домініка · | Пуерто-Рико · Барбадос · Кюрасао · Сент-Вінсент і Гренадини · Кайманові Острови · Нікарагуа · | Бермудські Острови · Беліз · Домініканська Республіка · Сент-Люсія · Багамські Острови · Американські Віргінські Острови |

### Групи

#### Група A
| 1 | Сальвадор                | ~   | 3:2 | 4:0 | 4:0 | 6 | 6 | 0 | 0 | 20 − 5 | 18 |
| 2 | Домініканська Республіка | 1:2 | ~   | 1:1 | 4:0 | 6 | 2 | 2 | 2 | 12 − 8 | 8  |
| 3 | Суринам                  | 1:3 | 1:3 | ~   | 1:0 | 6 | 2 | 1 | 3 | 5 − 11 | 7  |
| 4 | Кайманові Острови        | 1:4 | 1:1 | 0:1 | ~   | 6 | 1 | 0 | 5 | 2 − 15 | 3  |

#### Група B
| 1 | Гаяна              | ~   | 2:1 | 2:1 | 2:0 | 6 | 4 | 1 | 1 | 9 - 6  | 13 |
| 2 | Тринідад і Тобаго  | 3:0 | ~   | 1:0 | 4:0 | 6 | 4 | 0 | 2 | 12 - 4 | 12 |
| 3 | Бермудські Острови | 1:1 | 2:1 | ~   | 2:1 | 6 | 3 | 1 | 2 | 8 - 7  | 10 |
| 4 | Барбадос           | 0:2 | 0:2 | 1:2 | ~   | 6 | 0 | 0 | 6 | 2 - 14 | 0  |

#### Група C
| 1 | Панама    | ~   | 5:1 | 3:0 | 4 | 4 | 0 | 0 | 15 - 2 | 12 |
| 2 | Нікарагуа | 1:2 | ~   | 3:0 | 4 | 2 | 0 | 2 | 5 - 7  | 6  |
| 3 | Домініка  | 0:5 | 0:2 | ~   | 4 | 0 | 0 | 4 | 0 - 11 | 0  |

 Багамські Острови - відмовилися від участі в турнірі 19 серпня 2011 року, але не були замінені

#### Група D
| 1 | Канада             | ~   | 0:0 | 4:0 | 4:1 | 6 | 4 | 2 | 0 | 18 - 1 | 14 |
| 2 | Пуерто-Рико        | 0:3 | ~   | 1:1 | 3:0 | 6 | 2 | 3 | 1 | 8 - 4  | 9  |
| 3 | Сент-Кіттс і Невіс | 0:0 | 0:0 | ~   | 1:1 | 6 | 1 | 4 | 1 | 6 - 8  | 7  |
| 4 | Сент-Люсія         | 0:7 | 0:4 | 2:4 | ~   | 6 | 0 | 1 | 5 | 4 - 23 | 1  |

#### Група E
| 1 | Гватемала                | ~   | 3:1 | 4:0 | 3:0 | 6 | 6 | 0 | 0 | 19 - 3 | 18 |
| 2 | Беліз                    | 1:2 | ~   | 1:1 | 1:4 | 6 | 2 | 1 | 3 | 9 - 10 | 7  |
| 3 | Сент-Вінсент і Гренадини | 0:3 | 0:2 | ~   | 2:1 | 6 | 1 | 2 | 3 | 4 - 12 | 5  |
| 4 | Гренада                  | 1:4 | 3:1 | 1:1 | ~   | 6 | 1 | 1 | 4 | 7 - 14 | 4  |

#### Група F
| 1 | Антигуа і Барбуда               | ~   | 1:0 | 5:2 | 10:0 | 6 | 5 | 0 | 1 | 28 - 5  | 15 |
| 2 | Гаїті                           | 2:1 | ~   | 2:2 | 6:0  | 6 | 4 | 1 | 1 | 21 - 6  | 7  |
| 3 | Кюрасао                         | 0:3 | 2:4 | ~   | 6:1  | 6 | 2 | 1 | 3 | 15 - 15 | 7  |
| 4 | Американські Віргінські Острови | 1:8 | 0:7 | 0:3 | ~    | 6 | 0 | 0 | 6 | 2 - 40  | 0  |

## Третій раунд
6 переможців другого раунду і 6 команд, які очолюють рейтинг, розбиваються на 3 групи по 4 команди та грають за коловою системою. Команди, що зайняли 1-2 місця в групах, виходять у фінальний раунд. Матчі пройдуть з червня по жовтень 2012 року.

### Кошики
| Кошик 1                    | Кошик 2                      | Кошик 3†                                                              |
| -------------------------- | ---------------------------- | --------------------------------------------------------------------- |
| США · Мексика · Гондурас · | Ямайка · Коста-Рика · Куба · | Сальвадор · Гаяна · Панама · Канада · Гватемала · Антигуа і Барбуда · |

† Переможці другого раунду, які були невідомі на момент жеребкування.

### Групи

#### Група A
| 1 | США               | ~   | 1:0 | 3:1 | 3:1 | 6 | 4 | 1 | 1 | 11 - 6 | 13 |
| 2 | Ямайка            | 2:1 | ~   | 2:1 | 4:1 | 6 | 3 | 1 | 2 | 9 - 6  | 10 |
| 3 | Гватемала         | 1:1 | 2:1 | ~   | 3:1 | 6 | 3 | 1 | 2 | 9 - 8  | 10 |
| 4 | Антигуа і Барбуда | 1:2 | 0:0 | 0:1 | ~   | 6 | 0 | 1 | 5 | 4 - 13 | 1  |

#### Група B
| 1 | Мексика    | ~   | 1:0 | 2:0 | 3:1 | 6 | 6 | 0 | 0 | 15 - 2 | 18 |
| 2 | Коста-Рика | 0:2 | ~   | 2:2 | 7:0 | 6 | 3 | 1 | 2 | 14 - 5 | 10 |
| 3 | Сальвадор  | 1:2 | 0:1 | ~   | 2:2 | 6 | 1 | 2 | 3 | 8 - 11 | 5  |
| 4 | Гаяна      | 0:5 | 0:4 | 2:3 | ~   | 6 | 0 | 1 | 5 | 5 - 24 | 1  |

#### Група C
| 1 | Гондурас | ~   | 0:2 | 8:1 | 1:0 | 6 | 3 | 2 | 1 | 12 - 3 | 11 |
| 2 | Панама   | 0:0 | ~   | 2:0 | 1:0 | 6 | 3 | 2 | 1 | 6 - 2  | 11 |
| 3 | Канада   | 0:0 | 1:0 | ~   | 3:0 | 6 | 3 | 1 | 2 | 6 - 10 | 10 |
| 4 | Куба     | 0:3 | 1:1 | 0:1 | ~   | 6 | 0 | 1 | 5 | 1 - 10 | 1  |

## Четвертий раунд
6 переможців півфінального раунду грають між собою за коловою системою. Команди, що посіли 1-3 місця, виходять у фінальний турнір чемпіонату світу. Команда, яка зайняла 4 місце, виходить у міжконтинентальні стикові матчі. Матчі пройдуть з 6 лютого по 15 жовтня 2013 року.
| 1 | США        | ~   | 1:0 | 1:0 | 2:0 | 2:0 | 2:0 | 10 | 7 | 1 | 2 | 15 - 8  | 22 |
| 2 | Коста-Рика | 3:1 | ~   | 1:0 | 2:1 | 2:0 | 2:0 | 10 | 5 | 3 | 2 | 13 - 7  | 18 |
| 3 | Гондурас   | 2:1 | 1:0 | ~   | 2:2 | 2:2 | 2:0 | 10 | 4 | 3 | 3 | 13 - 12 | 15 |
| 4 | Мексика    | 0:0 | 0:0 | 1:2 | ~   | 2:1 | 0:0 | 10 | 2 | 5 | 3 | 7 - 9   | 11 |
| 5 | Панама     | 2:3 | 2:2 | 2:0 | 0:0 | ~   | 0:0 | 10 | 1 | 5 | 4 | 10 - 14 | 8  |
| 6 | Ямайка     | 1:2 | 1:1 | 2:2 | 0:1 | 1:1 | ~   | 10 | 0 | 5 | 5 | 5 - 13  | 5  |